# حبورة
حَبُّورة أو قورس مقزح متوسطي أو عريسة (الاسم العلمي: Coris julis) (بالإنجليزية: Mediterranean rainbow wrasse)‏ هو نوع من الأسماك يتبع جنس القورس من الفصيلة اللبروسية.
يتميز الذكر بطول الشوكات الظهرية الثلاث الأول وببقعة برتقالية أو حمراء وسوداء التنقيط وعلى الجانب شريط متعرج برتقالي أو أحمر اللون أما الإناث والصغار بشريط طولي عريض يميل للبياض متوسطا لشريط متعرج بني قاتم اللون.
تعتبر سمكة زينة وذات أهمية اقتصادية قليلة. تتغذى على الكائنات معدية الأقدام ( مثل نجوم البحر وخيار البحر ) والقشريات مثل الجمبري والديدان و الكائنات الأولية الأخرى.

## التوزيع الجغرافي
في شرق الأطلنطي من السويد حتى جنوب رأس لوبيز في الجابون والسنغال و معروفة في البحر الأبيض المتوسط.
تعيش في المناطق الزاهية بجوار الصخور والقيعان الطحلبية، عادة على عمق من 1 إلى 60 متر ولكن تعيش الذكور المسنة في أعماق أكبر أو أثناء الشتاء، تدفن نفسها في الرمال ليلا أو عند الفزع.